# Nilvange
Nilvange és un municipi francès, situat al departament del Mosel·la i a la regió del Gran Est. L'any 2007 tenia 4.989 habitants.

## Demografia

### Població
El 2007 la població de fet de Nilvange era de 4.989 persones. Hi havia 2.133 famílies, de les quals 684 eren unipersonals (217 homes vivint sols i 467 dones vivint soles), 624 parelles sense fills, 617 parelles amb fills i 208 famílies monoparentals amb fills.
La població ha evolucionat segons el següent gràfic:
Habitants censats

### Habitatges
El 2007 hi havia 2.371 habitatges, 2.195 eren l'habitatge principal de la família i 176 estaven desocupats. 1.286 eren cases i 1.016 eren apartaments. Dels 2.195 habitatges principals, 1.515 estaven ocupats pels seus propietaris, 631 estaven llogats i ocupats pels llogaters i 49 estaven cedits a títol gratuït; 86 tenien una cambra, 132 en tenien dues, 614 en tenien tres, 649 en tenien quatre i 714 en tenien cinc o més. 1.217 habitatges disposaven pel capbaix d'una plaça de pàrquing. A 966 habitatges hi havia un automòbil i a 654 n'hi havia dos o més.

### Piràmide de població
La piràmide de població per edats i sexe el 2009 era:
| Homes | Edats   | Dones |
| ----- | ------- | ----- |
| 0     | 95 o +  | 8     |
| 4     | 90 a 94 | 12    |
| 20    | 85 a 89 | 64    |
| 48    | 80 a 84 | 92    |
| 124   | 75 a 79 | 172   |
| 148   | 70 a 74 | 192   |
| 160   | 65 a 69 | 224   |
| 172   | 60 a 64 | 140   |
| 128   | 55 a 59 | 136   |
| 120   | 50 a 54 | 176   |
| 204   | 45 a 49 | 128   |
| 172   | 40 a 44 | 180   |
| 160   | 35 a 39 | 204   |
| 196   | 30 a 34 | 172   |
| 136   | 25 a 29 | 168   |
| 104   | 20 a 24 | 72    |
| 172   | 15 a 19 | 176   |
| 180   | 10 a 14 | 192   |
| 176   | 5 a 9   | 156   |
| 112   | 0 a 4   | 80    |

## Economia
El 2007 la població en edat de treballar era de 3.022 persones, 2.070 eren actives i 952 eren inactives. De les 2.070 persones actives 1.806 estaven ocupades (1.042 homes i 764 dones) i 265 estaven aturades (117 homes i 148 dones). De les 952 persones inactives 232 estaven jubilades, 274 estaven estudiant i 446 estaven classificades com a «altres inactius».

### Ingressos
El 2009 a Nilvange hi havia 2.155 unitats fiscals que integraven 4.851 persones, la mediana anual d'ingressos fiscals per persona era de 15.941 €.

### Activitats econòmiques
Dels 126  establiments que hi havia el 2007, 7 eren d'empreses extractives, 4 d'empreses alimentàries, 6 d'empreses de fabricació d'altres productes industrials, 19 d'empreses de construcció, 27 d'empreses de comerç i reparació d'automòbils, 2 d'empreses de transport, 6 d'empreses d'hostatgeria i restauració, 3 d'empreses d'informació i comunicació, 4 d'empreses financeres, 6 d'empreses immobiliàries, 12 d'empreses de serveis, 19 d'entitats de l'administració pública i 11 d'empreses classificades com a «altres activitats de serveis».
Dels 33 establiments de servei als particulars que hi havia el 2009, 2 eren oficines bancàries, 1 funerària, 4 tallers de reparació d'automòbils i de material agrícola, 1 autoescola, 4 paletes, 1 guixaire pintor, 4 fusteries, 2 lampisteries, 1 electricista, 1 empresa de construcció, 5 perruqueries, 4 restaurants, 1 agència immobiliària, 1 tintoreria i 1 saló de bellesa.
Dels 8 establiments comercials que hi havia el 2009, 1 era una gran superfície de material de bricolatge, 1 una botiga de més de 120 m², 4 fleques, 1 una sabateria i 1 una joieria.

## Equipaments sanitaris i escolars
El 2009 hi havia 1 farmàcia i 2 ambulàncies.
El 2009 hi havia 1 escola maternal i 2 escoles elementals.

## Poblacions més properes
El següent diagrama mostra les poblacions més properes.